# FC Hoger-Op Veltem
Hoger-Op Veltem (simpelweg HO Veltem) is een Belgische voetbalclub uit Veltem-Beisem, een deelgemeente van Herent in de provincie Vlaams-Brabant. De club werd oorspronkelijk opgericht in 1931 en is aangesloten bij de Koninklijke Belgische Voetbalbond met stamnummer 4246. De ploeg speelt in de groen-witte clubkleuren en is actief in de 2de provinciale B reeks van het Belgische voetbal. 

## Geschiedenis

### Oprichting en eerste periode (1931–1938)
HO Veltem werd opgericht in 1931 door Marcel Penninckx en sloot zich datzelfde jaar aan bij de Vlaamse Voetbalbond. De eerste wedstrijden vonden plaats op een weide in de Weytamse Hoek te Winksele, tegen clubs zoals Wilsele Sport, Wezemaal, Haacht, Meerbeek, Baal, Herent en Begijnendijk.
Na enkele wedstrijden verhuisde de club naar een terrein aan de Kerkstraat in Veltem-Beisem, ter beschikking gesteld door de melkerij Soetemans. De samenstelling van de ploeg wijzigde geregeld door het ontstaan van nieuwe clubs in naburige dorpen. Twee spelers, Maurice Soetemans en Ludovic Freys, bleven gedurende de hele periode actief bij HO Veltem. De club werd in die jaren één keer kampioen, maar hield in 1938 op te bestaan.

### Heroprichting na de Tweede Wereldoorlog (1945–1959)
Na de bevrijding in 1945 werd HO Veltem opnieuw opgericht, deels op initiatief van in Veltem gelegerde Engelse soldaten die wilden voetballen tegen de lokale jeugd. De club speelde opnieuw onder dezelfde naam, met Jozef Van Vlasselaar als voorzitter. De wedstrijden vonden plaats op een weide in het huidige Papenveld en de clubkleuren waren aanvankelijk zwart-wit.
Kleedkamers ontbraken; spelers kleedden zich om in het clublokaal "Café Farnas". Om inkomsten te genereren organiseerde de club allerlei activiteiten zoals toneelvoorstellingen en optredens.
In 1952 kende de gemeente voor het eerst subsidies toe aan de club, op voorwaarde dat er gespeeld werd in de kleuren groen-wit. In 1955 kreeg HO Veltem zijn eerste trainer, Fernand Bogaerts. In 1959 nam een scholierenploeg voor het eerst deel aan de competitie.

### Groei en uitdagingen (1960–1979)
Onder trainer André Dekempeneer werd HO Veltem in het seizoen 1961–1962 kampioen, waardoor de club voor het eerst promoveerde naar tweede provinciale. Het gemeentebestuur, onder leiding van burgemeester Simonart, huldigde de ploeg op het gemeentehuis.
Na het vertrek van voorzitter Raymond Pardon kende de club tussen 1963 en 1970 meerdere bestuurswissels. De terrein situatie bleek problematisch: tussen 1966 en 1972 moest de club vier keer verhuizen. Van het Papenveld trok men naar “Den Dries”, vervolgens naar een terrein aan Breughels Gasthof in Haacht en daarna naar een weide in Buken. Geen van deze locaties bood duurzame speel omstandigheden. In 1972 vond de club eindelijk een vaste locatie aan de Overstraat in Veltem.
In het seizoen 1978–1979 werd opnieuw een kampioenstitel behaald, dit keer in vierde provinciale, onder leiding van trainer Frans Matthijs en voorzitter Henri Van Roey.

### Moderne tijd (1980–heden)
Vanaf 1980 werd Armand Verberck voorzitter, in 1987 opgevolgd door Paul Brams, die nog steeds voorzitter is. Onder trainer Freddy Hermans promoveerde de club in het seizoen 1986–1987 opnieuw naar derde provinciale. In 1989 werd een vernieuwde kantine in gebruik genomen.
In 1991–1992 promoveerde HO Veltem voor de tweede keer naar tweede provinciale, onder leiding van trainer Willy Callebaut. Na een degradatie in 1994 slaagde de club er in 1997–1998 onder trainer Jos Volckaerts opnieuw in om via een spannende eindronde de promotie af te dwingen.
Vanaf 2001–2002 kwam de club terecht in een Vlaams-Brabantse reeks, na jaren in een Waals-Brabantse competitie te hebben gespeeld.
Een sportief hoogtepunt volgde in het seizoen 2005–2006 toen HO Veltem de finale van de Beker van Brabant bereikte. In het Edm. Machtensstadion moest het echter de duimen leggen voor het kapitaalkrachtige Tienen United.
In mei 2016 werd het ultieme doel bereikt: onder trainer Kris Vanhentenrijk werd de club kampioen in tweede provinciale B, met een indrukwekkend totaal van 80 punten op 90. Alle thuiswedstrijden op het nieuwe kunstgrasveld werden gewonnen. Voorzitter Paul Brams speelde hierin een cruciale rol en onder zijn leiding groeide HO Veltem uit tot een stabiele club.
Sindsdien blijft HO Veltem actief in eerste provinciale en deed het zelfs mee aan de eindrondes voor promotie naar het nationaal amateurvoetbal. Na een korte terugval promoveerde de club opnieuw naar eerste provinciale na het seizoen 2019–2020.
Voor deze historiek werd vooral geput uit de gegevens verzameld door Bart Stroobants (KU-Leuven 1988-1989).

## Infrastructuur

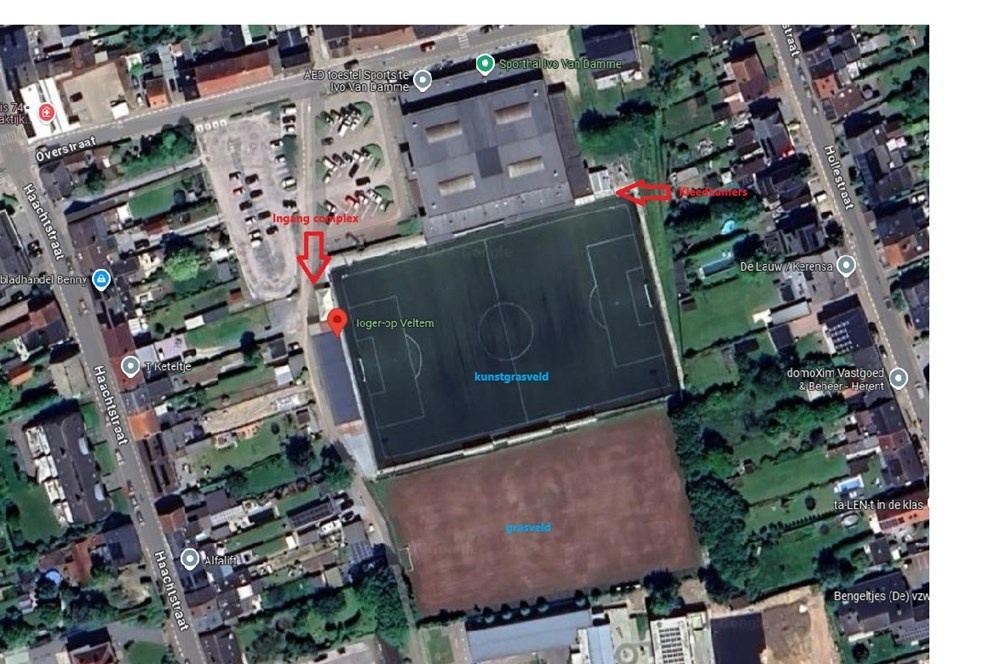

Het sportcomplex van HO Veltem is gelegen in de Overstraat in Veltem-Beisem. De club beschikt over twee voetbalterreinen: een modern kunstgrasveld (het hoofdveld) en een natuurgrasveld dat vooral voor jeugdwedstrijden en trainingen gebruikt wordt.
Het complex is bereikbaar via een ingang aan de kant van de Haachtstraat. Aan deze ingang bevindt zich ook een ruime parking voor spelers, supporters en bezoekers. De kleedkamers liggen aan de andere zijde van het terrein, aan de kant van de Hollestraat.
Langs het kunstgrasveld staat een grote kantine met zicht op het veld. Dit gebouw wordt gebruikt als ontmoetingsplaats voor spelers, trainers en supporters. Daarnaast is er een kleine overdekte tribune aanwezig voor supporters.
De infrastructuur van HO Veltem werd doorheen de jaren stelselmatig uitgebreid en verbeterd. In 1989 werd een nieuwe kantine gebouwd en in 2015 werd het kunstgrasveld aangelegd. Sinds 1972 is de club gevestigd op deze locatie, na een periode van meerdere veld verhuisbewegingen.

## Resultaten
| Seizoen | Klasse | Klasse | Klasse | Klasse | Klasse | Klasse | Klasse | Klasse | Klasse               | Reeks                                                     | Punten                                                    | Opmerkingen                                               |
|         | I      | I      | II     | III    | IV     | P1     | P2     | P3     | P4                   |                                                           |                                                           |                                                           |
| ------- | ------ | ------ | ------ | ------ | ------ | ------ | ------ | ------ | -------------------- | --------------------------------------------------------- | --------------------------------------------------------- | --------------------------------------------------------- |
| 2000/01 |        |        |        |        |        |        | 12     |        | Tweede Prov. Brab. A | 30                                                        |                                                           |                                                           |
| 2001/02 |        |        |        |        |        |        | 12     |        |                      | Tweede Prov. Brab. B                                      | 28                                                        |                                                           |
| 2002/03 |        |        |        |        |        |        | 7      |        |                      | Tweede Prov. Brab. B                                      | 42                                                        |                                                           |
| 2003/04 |        |        |        |        |        |        | 6      |        |                      | Tweede Prov. Brab. A                                      | 45                                                        |                                                           |
| 2004/05 |        |        |        |        |        |        | 10     |        |                      | Tweede Prov. Brab. A                                      | 38                                                        |                                                           |
| 2005/06 |        |        |        |        |        |        | 8      |        |                      | Tweede Prov. Brab. A                                      | 42                                                        |                                                           |
| 2006/07 |        |        |        |        |        |        | 7      |        |                      | Tweede Prov. Brab. B                                      | 46                                                        |                                                           |
| 2007/08 |        |        |        |        |        |        | 5      |        |                      | Tweede Prov. Brab. B                                      | 44                                                        |                                                           |
| 2008/09 |        |        |        |        |        |        | 7      |        |                      | Tweede Prov. Brab. B                                      | 45                                                        |                                                           |
| 2009/10 |        |        |        |        |        |        | 9      |        |                      | Tweede Prov. Brab. B                                      | 41                                                        |                                                           |
| 2010/11 |        |        |        |        |        |        | 10     |        |                      | Tweede Prov. Brab. B                                      | 37                                                        |                                                           |
| 2011/12 |        |        |        |        |        |        | 5      |        |                      | Tweede Prov. Brab. B                                      | 48                                                        |                                                           |
| 2012/13 |        |        |        |        |        |        | 2      |        |                      | Tweede Prov. Brab. B                                      | 60                                                        |                                                           |
| 2013/14 |        |        |        |        |        |        | 4      |        |                      | Tweede Prov. Brab. B                                      | 56                                                        |                                                           |
| 2014/15 |        |        |        |        |        |        | 4      |        |                      | Tweede Prov. Brab. B                                      | 61                                                        |                                                           |
| 2015/16 |        |        |        |        |        |        | 1      |        |                      | Tweede Prov. Brab. B                                      | 80                                                        | Promotie                                                  |
|         | 1A     | 1B     | 1Nat   | 2Afd   | 3Afd   | P1     | P2     | P3     | P4                   | Sinds 2016 is eerste provinciale het zesde voetbalniveau. | Sinds 2016 is eerste provinciale het zesde voetbalniveau. | Sinds 2016 is eerste provinciale het zesde voetbalniveau. |
| 2016/17 |        |        |        |        |        | 4      |        |        |                      | Eerste Prov. Brab.                                        | 48                                                        |                                                           |
| 2017/18 |        |        |        |        |        | 2      |        |        |                      | Eerste Prov. Brab.                                        | 60                                                        |                                                           |
| 2018/19 |        |        |        |        |        | 13     |        |        |                      | Eerste Prov. Brab.                                        | 33                                                        | Degradatie                                                |
| 2019/20 |        |        |        |        |        |        | 2      |        |                      | Tweede Prov. Brab.                                        | 49                                                        | Promotie via eindronde.                                   |
| 2020/21 |        |        |        |        |        | -      |        |        |                      | Tweede Prov. Brab. B                                      | -                                                         | Geen competitie door COVID-19.                            |
| 2021/22 |        |        |        |        |        | 12     |        |        |                      | Eerste Prov. Brab.                                        | 36                                                        |                                                           |
| 2022/23 |        |        |        |        |        | 15     |        |        |                      | Eerste Prov. Brab.                                        | 32                                                        | Degradatie                                                |
| 2023/24 |        |        |        |        |        |        | 3      |        |                      | Tweede Prov. Brab. B                                      | 63                                                        |                                                           |
| 2024/25 |        |        |        |        |        |        | 5      |        |                      | Tweede Prov. Brab. B                                      | 52                                                        |                                                           |
| 2025/26 |        |        |        |        |        |        |        |        |                      |                                                           |                                                           |                                                           |